# Sneltrammaterieel S1/S2
Het sneltrammaterieel van Amsterdam bestond uit twee identieke series tweerichtingsvoertuigen met hoge vloer, begin jaren negentig gebouwd door de Belgische fabrikant BN voor inzet op het metro- en sneltramnet van Amsterdam en Amstelveen, tot 3 maart 2019 specifiek voor lijn 51 naar Amstelveen. Sinds eind 2015 was dit materieel de oudste dienstvaardige generatie metro van Nederland. In april 2024 zijn de laatste stellen buiten dienst gesteld.

## Aflevering
De bestelling van de eerste serie werd ondertekend op 23 november 1988. De wagens werden per trailer vervoerd van de fabriek in Brugge naar de metrowerkplaats in Diemen. De 48 werd als eerste afgeleverd op 8 mei 1990. Later dat jaar volgde de 45 als laatste van de eerste serie.

## Uitvoering

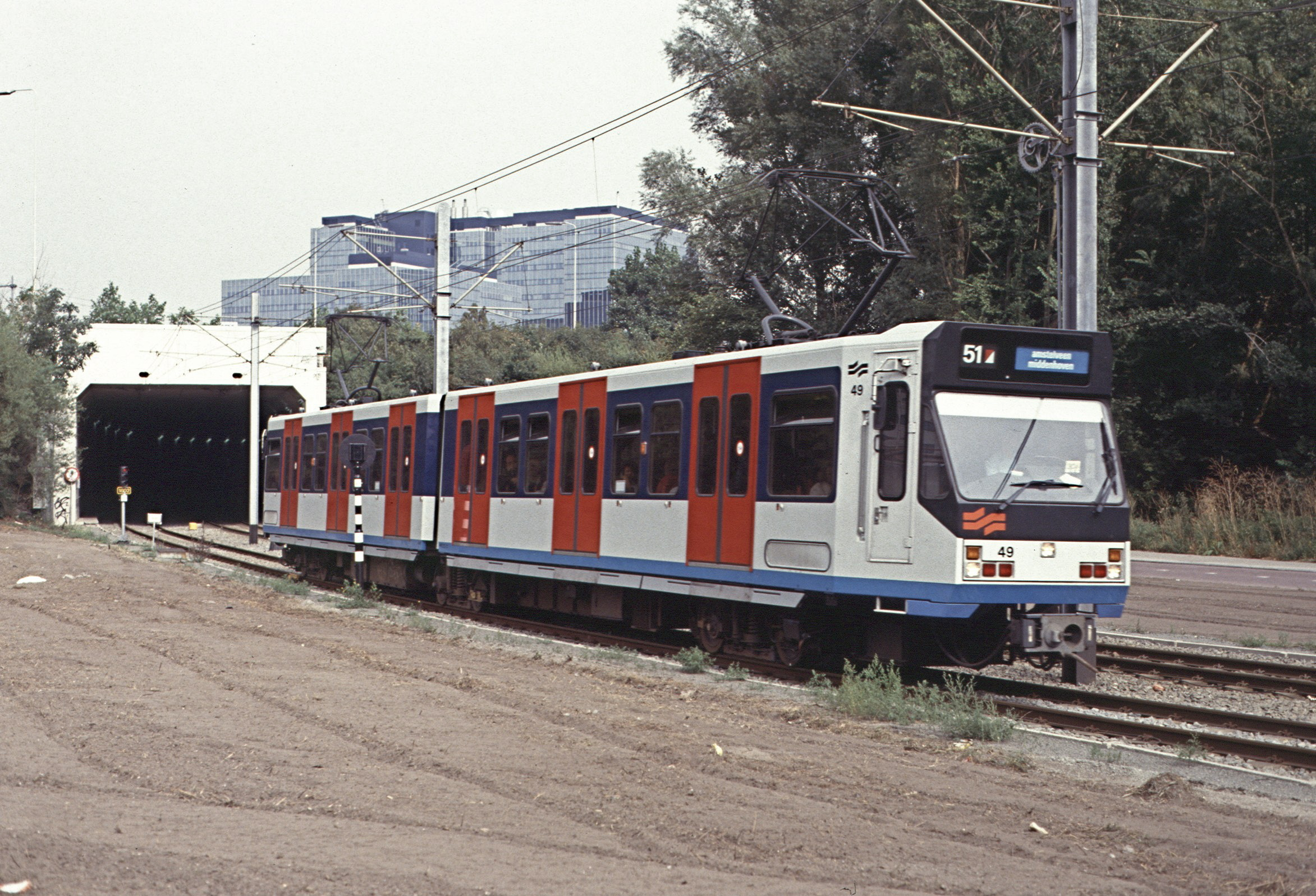
Sneltram 51 in het oorspronkelijke kleurenschema met zichtbaar de ingeklapte treeplank, in de boog van Station Zuid naar de Buitenveldertselaan; 9 september 1991.

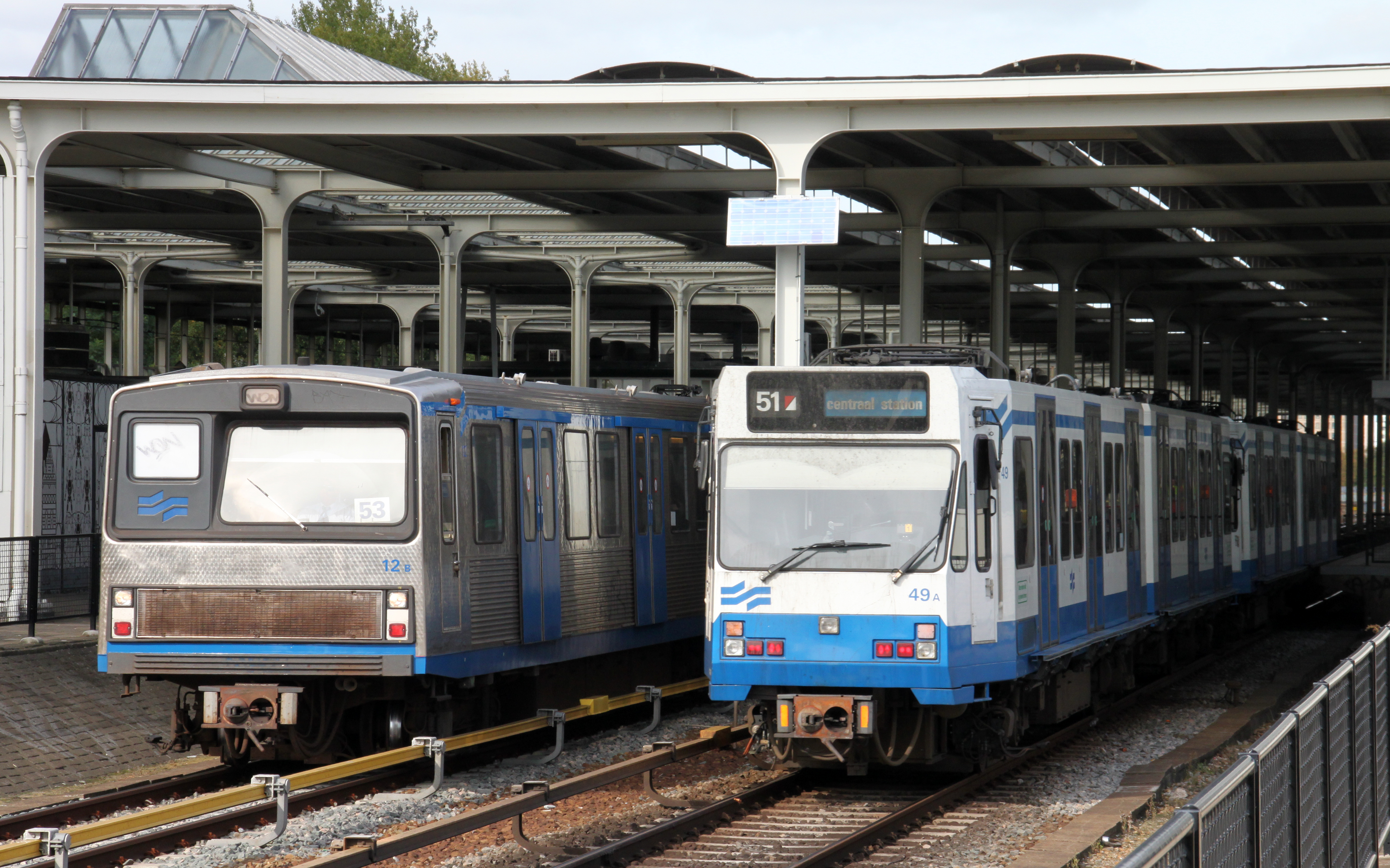
Een metrotreinstel en sneltram bij het Amstelstation. Duidelijk zichtbaar is het verschil in breedte van de wagenbak, waardoor de sneltrams op het metrotraject van uitgeklapte treeplanken gebruikmaken.

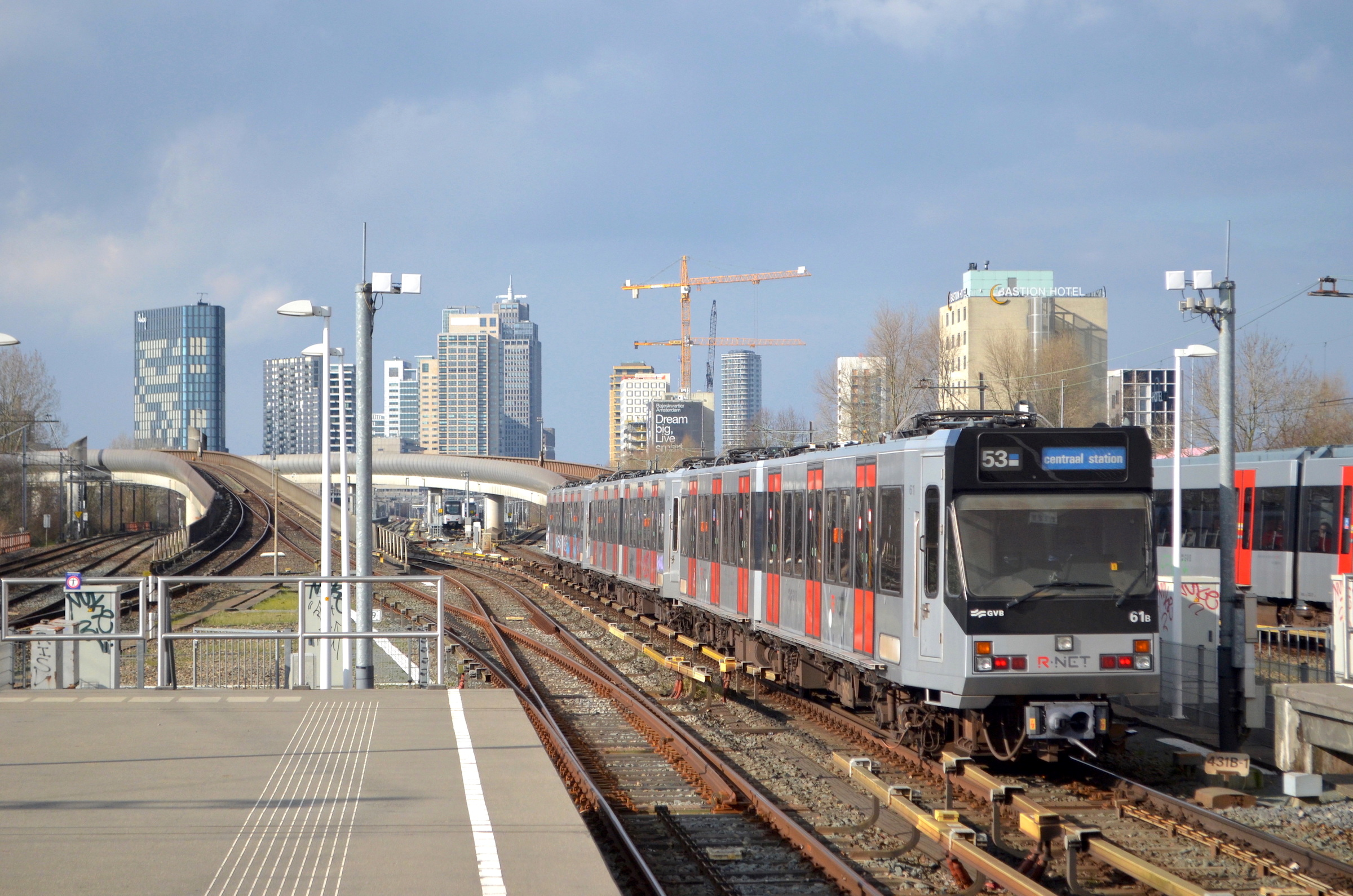
Driewagenstel type S1/S2 zoals deze dienstdeden van 2019 tot 2024, in de R-netkleurstelling van de metro: zwart/grijs met rode deuren. Station Van der Madeweg; 6 maart 2024.

### Voetbediening
Net als de eveneens door BN gebouwde tramseries 11G en 12G, die ontwikkeld werden uit de Haagse GTL8, hebben deze wagens voetbediening, dit in tegenstelling tot de oudere metrostellen, series M1, M2 en M3, die handbediening hadden.

### Klaptredensysteem

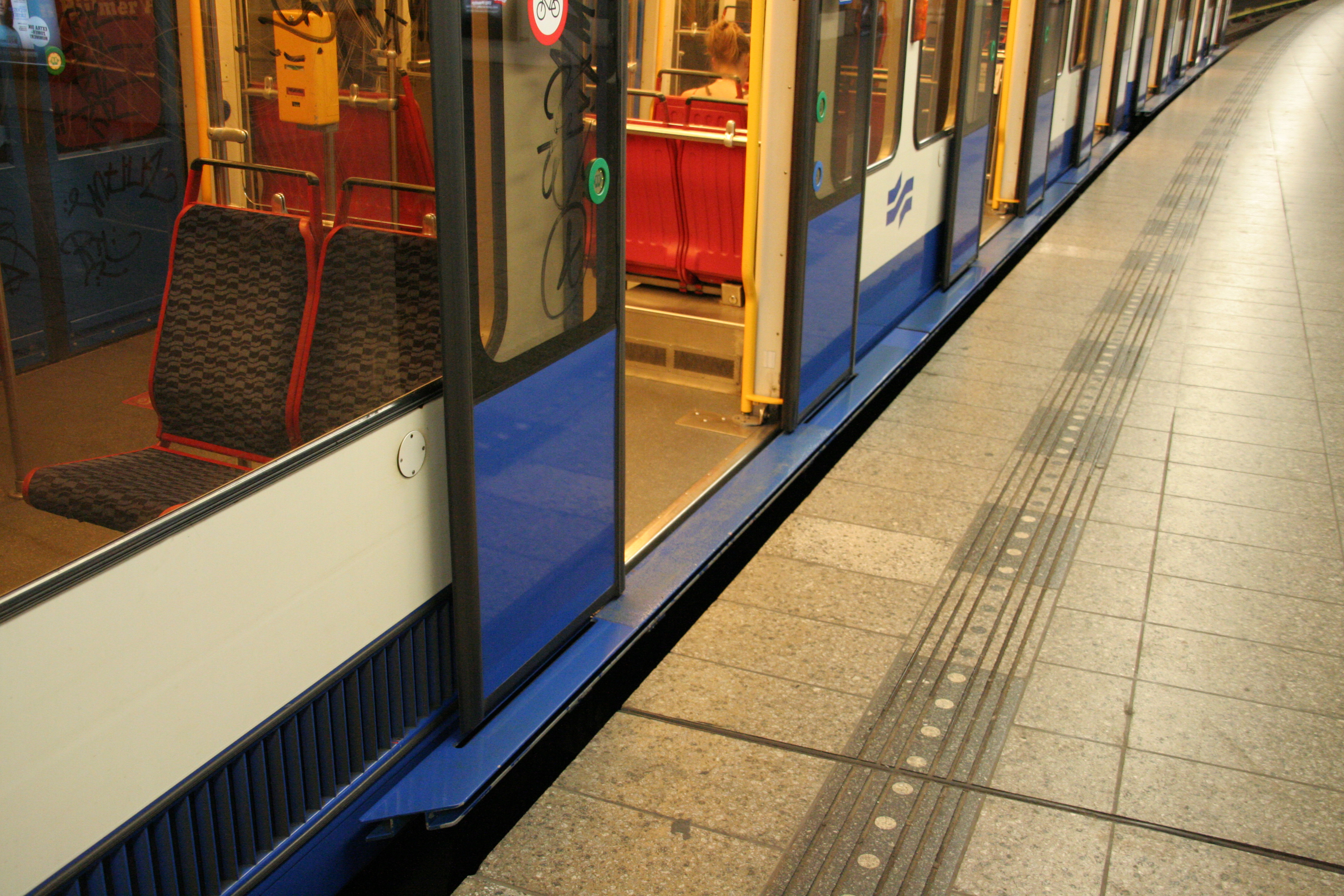
Klaptredensysteem

Deze voertuigen zijn voorzien van een klaptrede over een belangrijk deel van de rijtuiglengte om het breedteverschil tussen dit 2,65 meter brede en het oudere 3,00 meter brede materieel op het metrotraject van lijn 51 te overbruggen. Deze klaptreden kampten na de start van lijn 51 met vele kinderziektes en storingen. Vanaf half februari 1991 werd lijn 51, als gevolg van diverse technische problemen voor bijna zeven maanden ingekort tot het traject Centraal Station – Station Zuid en werd het traject Station Zuid – Amstelveen door pendelbussen bediend. In september van dat jaar waren de problemen opgelost, maar het materieeltekort bleef tot 1994.

### Kleurstelling
Oorspronkelijk waren de sneltrams uitgevoerd in het lichtgrijs / lichtblauw / donkerblauw / rood. In 2004-2005 zijn deze kleuren vervangen door de nieuwe wit/blauwe huisstijlkleuren van het GVB.
In het voorjaar van 2015 werden de sneltrams voor de dienst op de Amstelveenlijn aan de voor- en achterzijde voorzien van een rood/gele beplakking van schrikstrepen. Ook op de trams van lijn 5 zijn deze toen aangebracht.
In 2021 verschenen de eerste exemplaren in de R-netkleurstelling van de metro: zwart/grijs met rode deuren. Hierbij is het interieur ook veranderd en hebben de rode banken met het logo van het GVB in blauwe stoffen bekleding plaatsgemaakt voor witte banken met een kunststoffen bekleding zonder stationsnamen erop (zoals dit bij het M4/S3, M5 en M7 materieel wel het geval is.)

### Deuren
De sneltrams zijn voorzien van 6 brede deuren per zijde. Omdat de oorspronkelijke deuren van de S1/S2 zeer storingsgevoelig bleken, kregen de 47 en de 48 in de A-bak bij wijze van proef nieuwe zwenkschuifdeuren van respectievelijk Ventura en Alstom. Na deze proef kregen tussen april 2008 en mei 2009 alle stellen deuren van de firma Ventura.

### Fietsenafdeling

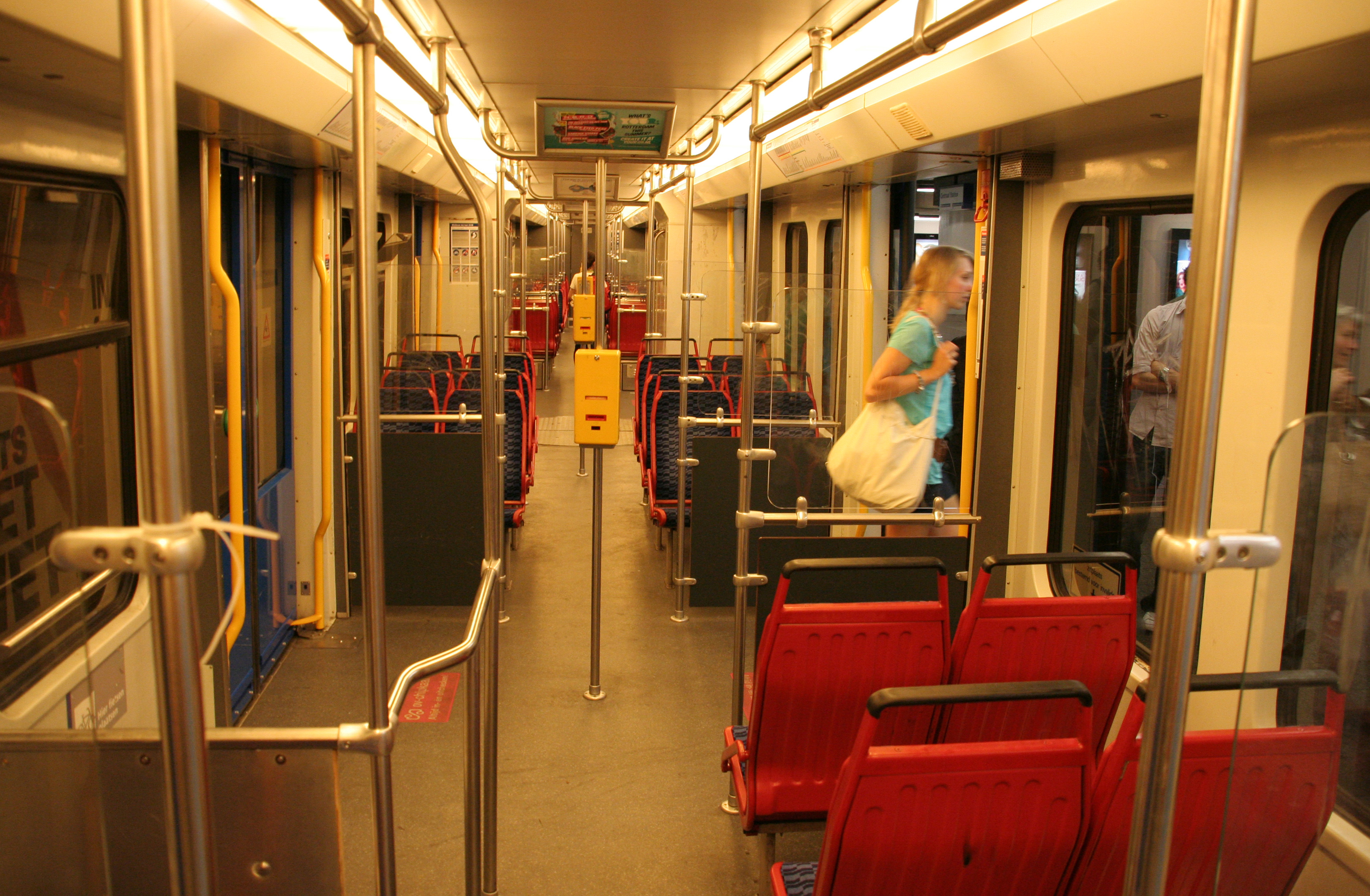
Interieur van de sneltram, de stempelautomaat was op het metrotraject buiten gebruik omdat daar op het perron moest worden gestempeld. Links de fietsenafdeling

Er is een fietsenrek met plaats voor twee fietsen. Dit fietsenrek kwam pas in gebruik in 1994 na levering van de vervolgserie.

### Tractiesysteem
De sneltrams zijn voorzien van energiezuinige draaistroomtractie. Een inverter vormt een vaste gelijkspanning om tot driefasespanning die aan de motoren wordt toegevoerd. De met freon gekoelde thyristoren in deze inverter werden later vervangen door IGBT's. Een lijnchopper zorgt ervoor dat het aandrijvingsvermogen onafhankelijk is van de bovenleidingsspanning. Er kan zowel recuperatief als elektrodynamisch geremd worden; in dat laatste geval wordt de overbodige energie middels een remchopper en weerstanden omgezet in warmte.

## Nabestelling
Ofschoon men had berekend dat de dienst op lijn 51 met losse voertuigen kon volstaan, bleek al spoedig dat de 13 stellen niet voldoende waren. Daarom werden na enige tijd 12 rijtuigen bijbesteld, die in 1994 in dienst werden gesteld. Het enige uiterlijke verschil tussen de rijtuigen van de eerste serie en die van de tweede is zichtbaar bij de scharnieren van de deuren van de bestuurscabines: die van de eerste serie zijn wit geschilderd, waar ze bij de tweede serie van een ander type en zilvergrijs zijn. Tijdens de bouw van Ringlijn 50, die in 1992 van start was gegaan, ging men er nog van uit dat voor exploitatie van deze lijn een derde, grotere serie van dit materieel zou worden aangeschaft. In 1994 besloot men echter te kiezen voor een ander, nieuw materieeltype van de Spaanse fabrikant CAF. Dit werd de serie S3/M4.

## Inzet
De stellen waren tot 3 maart 2019 bestemd voor sneltramlijn 51 Centraal Station – Station Zuid – Amstelveen. Bij Station Zuid vond de overgang plaats van metrobedrijf met derde rail en brede perrons naar sneltrambedrijf met bovenleiding en smalle perrons. Deze treinstellen waren voor beide systemen geschikt. Tot 1993 reden er uitsluitend losse stellen en sinds 1993 konden op lijn 51 op het sneltramtraject maximaal twee stellen gekoppeld rijden, omdat het sneltramgedeelte van de perrons in Buitenveldert en Amstelveen maar 65 meter lang is. De sneltrams kunnen met maximaal vier stellen rijden, en ze kunnen op alle Amsterdamse metrolijnen ingezet worden, behalve lijn 52. Incidenteel verschenen deze stellen op lijn 54, als extra diensten bij evenementen in de Johan Cruijff ArenA. Tijdens de tijdelijke opheffing van lijn 51 in juli en augustus 2009 zijn rijtuigen van deze serie gedeeltelijk ingezet op lijn 53 en lijn 54. De S1 en S2 zijn sinds de verbouwing van de sneltram begin maart 2019 begon doorgeschoven naar het metronet en werden op alle metrolijnen, behalve lijn 52, ingezet. Er werd sindsdien in principe met drie stellen gekoppeld gereden. De klaptreden en pantografen waren niet meer noodzakelijk omdat er niet meer naar Amstelveen werd gereden en werden vastgezet.
Na de indienststelling van de nieuwe metrotreinstellen type M7 vanaf 2023 werden de stellen van de serie S1-S2 langzamerhand buiten dienst gesteld. Vanaf februari 2024 reed nog één combinatie van drie stellen in dienst en zou half maart 2024 buiten dienst gaan, maar bleef nog tot begin april in dienst. Vanaf 2023 werden ook de eerste stellen voor sloop afgevoerd naar DDM in De Meern. Stel 66 blijft bewaard als museummaterieel.
Op 3 april 2024 reden de drie stellen (50 + 54 + 61) voor het laatst in de normale reizigersdienst. Op 13 april 2024 werd voor belangstellenden een afscheidsrit gehouden met de stellen 59 en 65 van het emplacement bij de Spaklerweg naar Station Gaasperplas v.v. Hiermee is na het trambedrijf (in 2021) nu ook bij het metrobedrijf (in 2024) geen BN-materieel meer in dienst.

## Afvoer

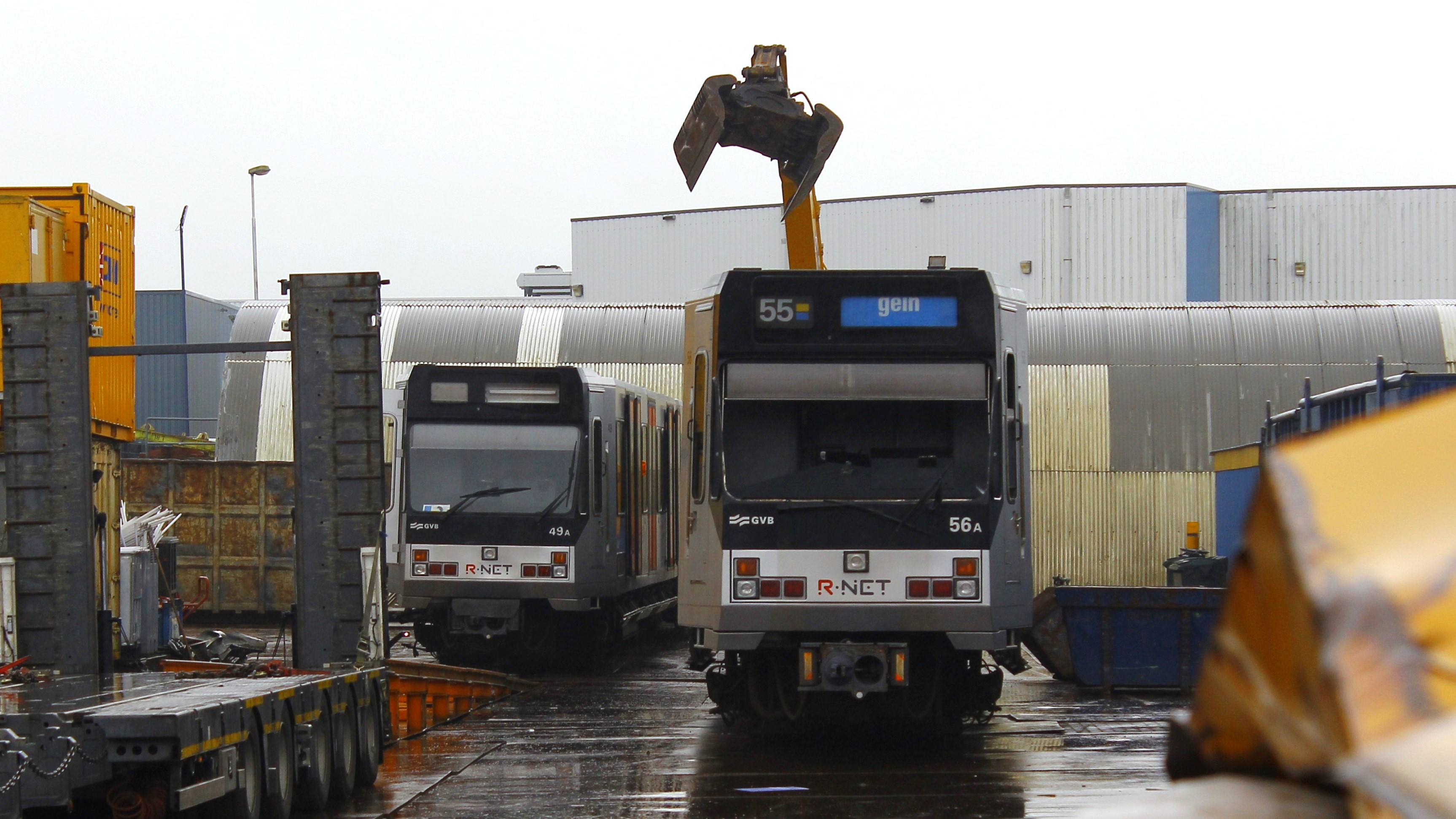
Sneltrams 49 en 56 bij de sloperij in De Meern 2024

Afgevoerd naar sloopbedrijf DDM in De Meern werden in 2023: 47, 51, 53, 55, 58, 60, 62, 63, 64 en 68 en in 2024: 45, 46, 48, 49, 52, 54, 56, 57, 67, 68 en 69.

## Vervanging door 15G
Ter vervanging van de sneltrams werden voor de Amsteltram nieuwe tweerichtingtrams aangeschaft. Dit zijn de 25 eerste en 3 laatste exemplaren van de serie 15G, die sinds december 2020 op het traject tussen station Amsterdam Zuid en Amstelveen Westwijk worden ingezet.